# Africa (Petrarca-mű)
Az Africa (Afrika) Francesco Petrarca humanista költő, író befejezetlenül maradt latin nyelvű, hexameterekben írt eposza a második pun háborúról, középpontjában a Hannibált legyőző római hadvezér, Scipio Africanus alakjával és tetteivel. Élete első felében Petrarca ezt tartotta fő művének.

## Története
1337-es római útja után kezdte írni Vaucluse-ben, és 1343-ban készült el a vázával. Bár újra és újra elővette és dolgozott rajta, a tizenkét ének hosszúságúra tervezett művet sosem fejezte be, csak kilenc, néhol további stilisztikai javításra szoruló ének készült el, szerkezeti hiányokkal a negyedik és a kilencedik énekben. Annak ellenére, hogy sosem publikálta - életében csak egyetlen részlet vált ismertté, a haldokló Mago panasza a VI. énekben - a mű nagy hírnevet szerzett az ifjú poétának. 1341-ben, költővé koronázása előtt részleteket olvasott fel belőle az őt vizsgáztató Anjou Róbert nápolyi királynak, nagy tetszést aratva vele. Később neki dedikálta a művet.

## Kiadása
Az Africa kritikai kiadása 1926-ban jelent meg Nicola Festa gondozásában. 1984-es monográfiájában Vincenzo Fera jelentős változtatásokat javasolt a szövegen, felvetve egy új kritikai kiadás igényét, amely azonban mindmáig nem jelent meg. Modern nyelveken teljes fordítása jelent meg olaszul, angolul, oroszul, franciául, németül. Magyarul részletek olvashatók belőle Csehy Zoltán fordításában.

## Magyarul
- Orpheusz lantja, Dávid hárfája. Válogatás Petrarca latin nyelvű költészetéből; vál., ford., utószó Csehy Zoltán, előszó Szörényi László; Kalligram, Pozsony, 2004